# Rosengart
Rosengart (Automobiles L. Rosengart, с 1935 — Societé Industrielle de l’Ouest Parisien, SOIP) — французское автомобилестроительное предприятие, существовавшее с 1928 по 1955 год.

## История
Компания, созданная в 1905 году изобретателем Люсьеном Розенгаром (фр. Lucien Rosengart), 1881—1976, первоначально специализировалась на производстве узлов для велосипедов, моторных лодок и автомобилей, а во время Первой мировой войны — артиллерийских снарядов. В 1927 году Розенгар вместе с инженером Жюлем Саломоном (Jules Salomon) решил заняться производством автомобилей. Была закуплена лицензия на английский Austin 7 1923 года, и в конце 1928 года компания представила свою первую модель Rosengart LR2, точную копию «Остина». Простой и неприхотливый LR2 имел определённый успех на рынке. За ним вскоре последовала несколько усовершенствованная модель LR4 и её варианты. До 1950-х годов большинство моделей «Розенгаров» представляли собой развитие конструкции «Остина». В 1930-е годы под маркой «Розенгар» строились также лицензионные копии немецкого Adler Trumpf с двух- и четырёхдверным кузовом. После войны компания столкнулась с большими финансовыми трудностями, сбыт резко сократился, в 1954 году предприятие обанкротилось и в 1955 закрылось.